# Cheilodipterus intermedius
Cheilodipterus intermedius är en fiskart som beskrevs av Gon, 1993. Cheilodipterus intermedius ingår i släktet Cheilodipterus och familjen Apogonidae. Inga underarter finns listade i Catalogue of Life.